# David Achucarro
David Eduardo Achucarro (Buenos Aires, 5 de janeiro de 1991) é um futebolista argentino que joga como zagueiro no Ferro Carril.

## Carreira
Formado nas divisões de base do Boca Juniors, foi eleito em 2008 o melhor jogador das divisões de base do clube. No ano seguinte, 2009, estreou no Campeonato Argentino contra o Arsenal de Sarandí no dia 15 de novembro. Sua atuação foi bastante elogiada. No começo de 2010, houve rumores que ele iria se transferir para um grande clube da Europa.

## Seleção nacional
Em 2009, foi convocado pela Seleção Argentina Sub-20 para a disputa do Torneio Internacional de Toulon, onde a Seleção Argentina ficou em terceiro lugar. Fez parte da equipe que disputou e ganhou a medalha de prata nos Jogos Pan-Americanos de 2011 em Guadalajara.

## Estatísticas
Até 17 de abril de 2012.

### Clubes
| Clube             | Temporada         | Campeonato nacional | Campeonato nacional | Copa nacional[a] | Copa nacional[a] | Competições continentais[b] | Competições continentais[b] | Outros torneios[c] | Outros torneios[c] | Total | Total |
| Clube             | Temporada         | Jogos               | Gols                | Jogos            | Gols             | Jogos                       | Gols                        | Jogos              | Gols               | Jogos | Gols  |
| ----------------- | ----------------- | ------------------- | ------------------- | ---------------- | ---------------- | --------------------------- | --------------------------- | ------------------ | ------------------ | ----- | ----- |
| Boca Juniors      | 2009-10           | 1                   | 0                   | 0                | 0                | 0                           | 0                           | 0                  | 0                  | 1     | 0     |
| Boca Juniors      | 2010-11           | 0                   | 0                   | 0                | 0                | 0                           | 0                           | 0                  | 0                  | 0     | 0     |
| Boca Juniors      | 2011-12           | 0                   | 0                   | 0                | 0                | 0                           | 0                           | 0                  | 0                  | 0     | 0     |
| Boca Juniors      | Total             | 1                   | 0                   | 0                | 0                | 0                           | 0                           | 0                  | 0                  | 1     | 0     |
| Total na carreira | Total na carreira | 1                   | 0                   | 0                | 0                | 0                           | 0                           | 0                  | 0                  | 1     | 0     |

- a. ^ Jogos da Copa Argentina
- b. ^ Jogos da Copa Libertadores
- c. ^ Jogos do Jogo amistoso